# Jackie Holmes
Jackie Holmes, ameriški dirkač Formule 1, * 4. september 1920, Indianapolis, Indiana, ZDA, † 1. marec 1995, ZDA.
Jackie Holmes je pokojni ameriški dirkač, ki je med letoma 1949 in 1953 sodeloval na ameriški dirki Indianapolis 500, ki je med letoma 1950 in 1960 štela tudi za prvenstvo Formule 1. Najboljši rezultat je dosegel na dirki leta 1953, ko je zasedel devetnajsto mesto skupaj s Spiderjem Webbom in Johnnyjem Thomsonom. Umrl je leta 1995.